# 글리제 628

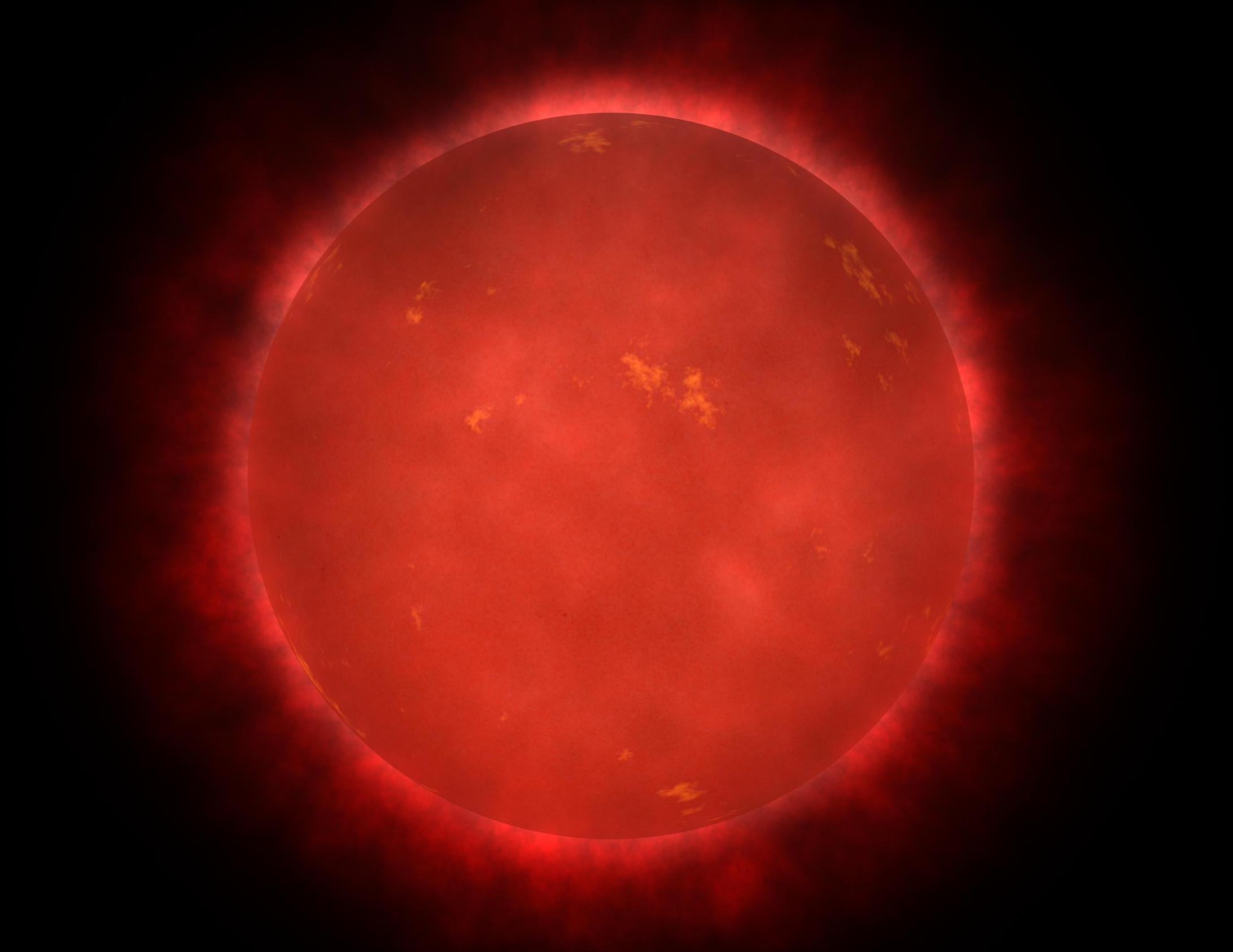

글리제 628 또는 볼프 1061은 뱀주인자리에 있는 적색 왜성으로, 지구에서 13.8광년 떨어져 있다. 이 별은 상대적으로 높은 수준의 고유 운동량을 보이며, 분광학적 관찰 결과 특이 사항이 없는 것으로 알려져 있다. 겉보기 등급은 10.1로 맨눈으로는 볼 수 없고, 망원경이 있어야 관측이 가능하다.

## 같이 보기
- 가까운 별 목록